# أوزوالد تيبو
أوزوالد تيبو (27 نوفمبر 1911 - 10 يونيو 1999) عالم نبات أمريكي والمسؤول في جامعة ماساتشوستس في أمهرست حيث شغل منصب عميد والمستشار الأول وشغل منصب رئيس الجمعية النباتية في أمريكا في عام 1955، وكان زميلا للأكاديمية الأمريكية للفنون والعلوم وعضو الجمعية الأمريكية لتقدم العلوم.